# Puy-du-Lac
Puy-du-Lac – miejscowość i gmina we Francji, w regionie Nowa Akwitania, w departamencie Charente-Maritime.
Według danych na rok 1990 gminę zamieszkiwało 248 osób, a gęstość zaludnienia wynosiła 17 osób/km² (wśród 1467 gmin regionu Poitou-Charentes Puy-du-Lac plasuje się na 758. miejscu pod względem liczby ludności, natomiast pod względem powierzchni na miejscu 608.).